# سردرق
سردرق هي قرية في مقاطعة ميانة، إيران. يقدر عدد سكانها بـ 0 نسمة بحسب إحصاء 2016.